# Takahashi Kazuki
Takahashi Kazuki (Nhật: 高橋和希 (Cao Kiều Hòa Hi) 4 tháng 10 năm 1961 – 4 tháng 7 năm 2022) là một họa sĩ truyện tranh, người sáng tạo trò chơi Nhật Bản. Ông là tác giả của bộ manga nổi tiếng Yu-Gi-Oh!, thường được biết đến với tên gọi Vua trò chơi trong phiên bản tiếng Việt.

## Sự nghiệp
Takahashi Kazuki bắt đầu sự nghiệp vẽ truyện tranh vào năm 1982. Tác phẩm đầu tay của ông là "Tokio no Tsuma", xuất bản năm 1990. Tác phẩm thứ hai là "Tennenshokudanji Buray", gồm hai tập và in lần lượt vào năm 1991 và 1992. Cả hai tác phẩm trên đều không mang lại tiếng tăm lớn cho ông. Takahashi Kazuki chỉ thực sự nổi tiếng sau khi sáng tác bộ truyện "Yu-Gi-Oh!", xuất bản lần đầu vào năm 1996.
"Yu-Gi-Oh!" được ông sáng tác dựa trên truyện ngắn có tựa gốc là "Magic and Wizards" (Ma Thuật và các Phù Thủy) gồm hai chương và đăng trên tạp chí Weekly Shonen Jump của Nhật. Sau khi được chuyển thể thành anime, bộ truyện được đổi tên thành "Duel Monster" (Quái vật giác đấu). Lúc đầu nội dung chủ yếu của bộ truyện không thiên về trò chơi bài ma thuật (bài Yu-Gi-Oh! TRADING CARD GAME) mà chỉ kể về việc con người thứ hai của nhân vật chính Yugi Muto là Atem (Yami Yugi) trừng trị những kẻ xấu bằng những trò chơi ma quái của cậu. Còn câu chuyện về những lá bài chỉ bắt đầu trong những tập cuối cùng của chương II, khi nhân vật chính Yugi Mutou phải chấp nhận tham gia cuộc đấu bài với Seto Kaiba, chủ tịch Kaiba Corp, để cứu những người bạn thân của mình. Trong ván đấu quyết định, Yugi đã sử dụng những lá bài mà ông nội đã trao cho cậu để chuyển bại thành thắng, đó là bộ 5 lá bài Vị Thần Sức Mạnh (Exodia The Forbiden One) đánh bại 3 lá "Rồng Trắng Mắt Xanh" (Blue-Eyes White Dragon) của Kaiba. Sau khi tập cuối cùng của chương II được ra mắt, đã có hàng ngàn cú điện thoại, hàng ngàn bức thư của độc giả gửi về tòa soạn tạp chí Shonen Jump hỏi về những lá bài ma thuật, trong số đó nêu ý kiến rằng nên sản xuất ra những lá bài ma thuật thật sự để người hâm mộ có thể sưu tập theo truyện. Đáp ứng yêu cầu đó của người hâm mộ, hãng trò chơi điện tử Konami của Nhật đã bắt tay vào việc cho ra đời những lá bài đầu tiên. Trò chơi nhanh chóng được yêu thích ở Nhật, Trung Quốc, sau đó phong trào chơi bài ma thuật dần dần lan sang Mĩ và các nước châu Âu. Sau đó những lá bài tiếng Anh đầu tiên được phát hành bởi Công ty Giải trí Upperdeck®. Rồi bộ trò chơi còn được dịch sang nhiều thứ ngôn ngữ khác (như tiếng Pháp, tiếng Đức...).
Sau khi Yu-Gi-Oh! kết thúc, ông tiếp tục giám sát quá trình sáng tác cũng như sản xuất các phụ bản khác của manga gốc, tiêu biểu.
Năm 2013, Kazuki Takahshi trở lại sau gần 10 năm vắng bóng, với truyện ngắn one-shot Drump đăng trên tuần san Weekly SHounen Jump.

## Hợp tác nghệ thuật
Kazuki Takahashi hợp tác với mangaka Sawai Yoshio trong manga Bobobo-bo Bo-bobo. Ông đã vẽ Yugi Bóng Tối bật ra từ mái tóc afro của nhân vật chính Bobobo và triệu hồi lá bài Thần rồng Osiris. Sau đó Takahashi cũng vẽ chiếc khăn tay nu trong một khung tranh của tập 34 Yu-Gi-Oh!.
Trong một cuộc trao đổi nghệ thuật, Takahashi đã có dịp gặp gỡ và trao đổi với Mike Mignola, người đã sáng tạo ra Hellboy. Takahashi đã vẽ Hellboy với kiểu tóc của Muto Yugi cùng Trò chơi ngàn năm và Duel Disk, còn Mike thì vẽ Hellboy đeo Trò chơi ngàn năm và mặc áo phông có hình Yugi.

## Cuộc sống riêng tư
Ngoài việc sáng tác, Takahashi còn thích chơi các trò chơi như chơi cờ Shogi (cờ tướng Nhật Bản), chơi Mạt chược (một loại bài của Trung Quốc), hay chơi những lá bài ma thuật do chính ông sáng tạo.
Trong một cuộc phỏng vấn với Shounen Jump, ông đã tiết lộ các bộ manga yêu thích của mình. Đó là Akira của Katsuhiro Otomo, JoJo's Bizarre Adventure của Hirohiko Araki và Dragon Ball của Akira Toriyama. Kazuki Takahashi cũng rất thích đọc comic của Mỹ, ông rất yêu thích nhân vật Hellboy.